# IMEI
IMEI - Viết tắt của tiếng Anh International Mobile Equipment Identity (tạm dịch là "Số nhận dạng thiết bị di động trên toàn thế giới"), là một dãy số, thường là duy nhất để xác định 3GPP và iDEN điện thoại di động, cũng như một số điện thoại vệ tinh. Nó thường được tìm bên trong ngăn chứa pin của điện thoại, nhưng cũng có thể được hiển thị trên màn hình trên hầu hết các điện thoại bằng cách nhập *#06# trên bàn phím số hoặc bên cạnh thông tin hệ thống khác trong menu cài đặt trên hệ điều hành điện thoại thông minh.
Mạng GSM sử dụng số IMEI để xác định các thiết bị hợp lệ và có thể ngăn điện thoại bị đánh cắp truy cập mạng. Ví dụ: nếu điện thoại di động bị đánh cắp, chủ sở hữu có thể yêu cầu nhà cung cấp mạng của họ sử dụng số IMEI để đưa vào danh sách đen điện thoại. Điều này làm cho điện thoại trở nên vô dụng trên mạng đó và đôi khi là các mạng khác, ngay cả khi kẻ trộm thay đổi thẻ SIM.
Các thiết bị không có khe cắm thẻ SIM thường không có mã IMEI. Tuy nhiên, IMEI chỉ xác định thiết bị và không có mối quan hệ cụ thể với thuê bao. Điện thoại xác định thuê bao bằng cách truyền số International mobile subscriber identity (IMSI), mà nó lưu trên thẻ SIM, theo lý thuyết, có thể được chuyển sang bất kỳ điện thoại nào. Tuy nhiên, khả năng biết thiết bị cá nhân hiện tại của một thuê bao cho phép nhiều tính năng bảo mật và mạng.

## Đặc điểm

### IMEI và luật pháp
Nhiều quốc gia đã thừa nhận việc sử dụng IMEI trong việc giảm ảnh hưởng của các vụ trộm điện thoại di động. Ví dụ tại Anh, theo luật Mobile Telephones (Re-programming) Act, thay đổi IMEI của điện thoại hoặc sở hữu thiết bị có thể thay đổi nó, được coi là phạm pháp trong một số trường hợp. Tại Mỹ, thay đổi IMEI của điện thoại không trái luật. Một dự luật đã được đề nghị trước Quốc hội bởi Thượng nghị sĩ Chuck Schumer trong §3186 of the 112th Congress năm 2012 nhưng chưa được phê chuẩn.
Chặn IMEI không phải là cách duy nhất để chống trộm điện thoại. Ví dụ: cơ quan quản lý của Singapore không yêu cầu các nhà khai thác di động triển khai các hệ thống chặn hoặc theo dõi điện thoại, dựa trên IMEI hoặc khác. Cơ quan quản lý đã bày tỏ nghi ngờ về tính hiệu quả của loại hệ thống này trong bối cảnh thị trường di động ở Singapore. Thay vào đó, các nhà khai thác di động được khuyến khích thực hiện các biện pháp như đình chỉ dịch vụ ngay lập tức và thay thế thẻ SIM trong trường hợp mất mát hoặc trộm cắp.
Sự tồn tại của dải số IMEI được phân bổ chính thức cho thiết bị đầu cuối GSM không có nghĩa là thiết bị đầu cuối được phê duyệt hoặc tuân thủ các yêu cầu quy định. Mối liên kết giữa phê duyệt theo quy định và phân bổ IMEI đã được gỡ bỏ vào tháng 4 năm 2000, với sự ra đời của European R&TTE Directive. Kể từ ngày đó, IMEI đã được BABT (hoặc một trong một số quản trị viên khu vực khác thay mặt GSM Association) phân bổ cho các nhà sản xuất thiết bị đầu cuối GSM hợp pháp mà không cần phải cung cấp bằng chứng phê duyệt.

#### Danh sách đen các thiết bị bị đánh cắp
Khi ai đó bị mất hoặc để lạc thiết bị di động, họ có thể yêu cầu nhà cung cấp dịch vụ của họ chặn điện thoại khỏi mạng của họ và nhà mạng sẽ làm như vậy nếu pháp luật yêu cầu. Nếu nhà điều hành địa phương duy trì Equipment Identity Register (EIR), nó sẽ thêm IMEI thiết bị vào đó. Tùy chọn, nó cũng thêm IMEI vào các đăng ký được chia sẻ, chẳng hạn như Central Equipment Identity Register (CEIR), danh sách đen thiết bị với các nhà khai thác khác sử dụng CEIR. Danh sách đen này làm cho thiết bị không thể sử dụng được trên bất kỳ nhà khai thác nào sử dụng CEIR, điều này làm cho hành vi trộm cắp thiết bị di động trở nên vô nghĩa, ngoại trừ các bộ phận.
Để làm cho danh sách đen có hiệu quả, số IMEI được cho là khó thay đổi. Tuy nhiên, IMEI của điện thoại có thể dễ dàng thay đổi bằng các công cụ đặc biệt. Ngoài ra, IMEI là một định danh di động chưa được xác thực (trái ngược với IMSI, được xác thực thường xuyên bởi các nhà mạng di động.) Sử dụng IMEI giả mạo có thể cản trở một số nỗ lực theo dõi thiết bị cầm tay hoặc nhắm mục tiêu hợp pháp.
Australia là quốc gia đầu tiên thực hiện chặn IMEI trên tất cả các mạng GSM, vào năm 2003. Tại Australia Electronic Information Exchange (EIE) Administration Node cung cấp dịch vụ tra cứu IMEI bị chặn cho khách hàng Australia.
Ở Anh, một điều lệ tự nguyện được điều hành bởi các mạng di động đảm bảo rằng bất kỳ danh sách đen nào của nhà điều hành điện thoại đều được liên lạc với CEIR và sau đó đến tất cả các mạng khác. Điều này đảm bảo rằng thiết bị cầm tay nhanh chóng không sử dụng được cho các cuộc gọi, nhiều nhất là trong vòng 48 giờ.
Một số lực lượng Cảnh sát Anh, bao gồm cả Metropolitan Police Service tích cực kiểm tra số IMEI của điện thoại được tìm thấy liên quan đến tội phạm.  actively check IMEI numbers of phones found involved in crime.
Tại New Zealand NZ Telecommunications Forum Inc cung cấp dịch vụ tra cứu IMEI bị chặn cho người tiêu dùng New Zealand.Dịch vụ cho phép tối đa ba lần tra cứu mỗi ngày và kiểm tra đối với cơ sở dữ liệu được cập nhật hàng ngày bởi ba nhà khai thác mạng di động lớn. Một IMEI bị chặn không thể được kết nối với bất kỳ nhà khai thác nào trong ba nhà khai thác này.
Ở Latvia SIA "Datorikas institūts DIVI" cung cấp dịch vụ tra cứu IMEI bị chặn để kiểm tra đối với cơ sở dữ liệu được cập nhật bởi tất cả các nhà khai thác mạng di động lớn ở Latvia.
Ở một số quốc gia, danh sách đen như vậy không phải là thông lệ. Vào năm 2012, các công ty mạng lớn ở Hoa Kỳ, dưới áp lực của chính phủ, đã cam kết giới thiệu một dịch vụ danh sách đen, nhưng không rõ liệu nó có tương tác với CEIR hay không. Các nhà mạng GSM AT & T và T-Mobile đã bắt đầu chặn các IMEI mới được báo cáo vào tháng 11 năm 2012. Các vụ trộm được báo cáo trước tháng 11 năm 2012 không được thêm vào cơ sở dữ liệu. CTIA giới thiệu người dùng đến trang web tại www.stolenphonechecker.org và GSMA  nơi người tiêu dùng có thể kiểm tra xem điện thoại thông minh đã được báo cáo là bị mất hoặc bị đánh cắp cho các nhà mạng thành viên hay chưa. Mối quan hệ giữa danh sách đen IMEI trước đây và bất kỳ quốc gia hoặc quốc tế nào là không rõ ràng.
Không rõ liệu việc cấm IMEI tại địa phương có ảnh hưởng tích cực hay không, vì nó có thể dẫn đến việc buôn lậu điện thoại bị đánh cắp quốc tế.

#### Hạn chế
IMEI đôi khi có thể được xóa khỏi danh sách đen, tùy thuộc vào sự sắp xếp địa phương. Điều này thường bao gồm trích dẫn một mật khẩu được chọn tại thời điểm đưa vào danh sách đen.

#### Thực thi pháp luật và sử dụng thông tin tình báo
Các dịch vụ thực thi pháp luật và tình báo có thể sử dụng số IMEI làm đầu vào cho các thiết bị theo dõi có thể định vị điện thoại di động với độ chính xác vài mét. Các cơ quan chính phủ Ả Rập Saudi đã báo cáo đã sử dụng số IMEI được lấy từ bao bì điện thoại di động để xác định vị trí và bắt giữ những phụ nữ chạy trốn khỏi xã hội gia trưởng của Ả Rập Saudi ở các quốc gia khác.

### So sánh với ESN
Không giống như số ESN trong mạng CDMA hay các mạng khác. Số IMEI chỉ dùng để nhận dạng thiết bị đầu cuối, nó không liên quan gì đến thuê bao. Vì trong mạng GSM thuê bao được nhận dạng bằng chuỗi số IMSI chuỗi này chứa trong SIM. Tuy nhiên có nhiều mạng họ có thể kích hoạt chức năng vừa xác định IMSI vừa xác định bằng IMEI.
Không giống như số ESN của mạng CDMA và các mạng không dây khác, số IMEI chỉ được dùng để xác định thiết bị, và không có mối liên kết thường trực hoặc bán thường trực với phía thuê bao. Thay vào đó, phía thuê bao được xác định thông qua việc truyền phát một số IMSI, số này được lưu giữ trên một thẻ SIM, về nguyên tắc có thể được truyền tới bất kỳ thiết bị di động cầm tay nào. Tuy nhiên, nhiều tính năng mạng và bảo mật có thể được kích hoạt thông qua việc nắm rõ thiết bị hiện do bên thuê bao sử dụng.

## Cấu trúc của số IMEI
Số IMEI là một dãy số gồm 15 số nó chứa thông tin xuất xứ, kiểu mẫu và số serial của máy. Kiểu mẫu và xuất xứ bao gồm 8 số trong phần đầu được hiểu là TAC (viết tắt của Type Allocation Code: Mã kiểu mẫu và xuất xứ). Các phần còn lại của số IMEI được định nghĩa bởi nhà sản xuất, và cuối cùng là số Luhn Check Digit số này không gửi đi tới mạng.

### Cấu trúc cũ
Trước năm 2002 thì số IMEI có dạng như sau:
AAAAAA-BB-CCCCCC-D (TAC – FAC – SNR – D).
Trong đó thì TAC có độ dài 6 số theo sau đó là 2 số cho biết máy được ráp ở đâu gọi là (FAC: Final Assembly Code) tùy theo đó nhà sản xuất sẽ ghi các số này để cho biết máy được ráp ở nước nào. Và sau cùng cũng là chuỗi số serial của máy do nhà sản xuất quy định.
Ví dụ 352099-00-176148-1 cho biết các thông số sau:
TAC: 352099 nó được đưa ra bởi BABT và theo số 2099.
FAC: 00 số này là thời điểm chờ chuyển từ số theo định dạng cũ sang số mới (vì sao là 00 sẽ được mô tả chi tiết sau).
SNR: 176148
CD: 1 Có nghĩa là GSM Phase 2 hay cao hơn.
Định dạng sẽ thay đổi bắt đầu từ 1 tháng 4 năm 2004 khi mà số FAC: Final Assembly Code chuyển từ định dạng cũ sang định dạng theo kiểu 8 số theo định dạng TAC: Type Allocation Code. Thì bắt đầu từ ngày 1 tháng 1 năm 2003 cho tới ngày đổi toàn bộ số FAC sẽ là 00.

### Kể từ 2004
Kể từ năm 2004 định dạng của số IMEI sẽ theo chuẩn sau: AABBBBBB-CCCCCC-D (Có thể được viết liền AABBBBBBCCCCCCD). Trong đó:
- AA Là số Reporting Body Identifier, nó chỉ ra rằng nhóm GSMA thuộc nhóm nào (xem bảng danh sách số Reporting Body Identifier ở phía dưới).
- BBBBBB Là phần còn lại của chuỗi TAC.
- CCCCCC Là số serial của từng máy do nhà sản xuất quy định.
- D Là số cuối cùng được tạo ra từ các số trước theo Luật Luhn Check Digit hoặc có thể là số 0.

### Kiểm tra tính hợp lệ[22]
Số cuối cùng của dãy IMEI được tính toán dựa trên thuật toán kiểm tra số Luhn.

Dựa theo công ước phân bổ và chấp nhận IMEI của tổ chức GSMA.
Tính hợp lệ được tính theo công thức Luhn (ISO/IEC 7812). (Xem GSM 02.16 / 3GPP 22.016). Việc kiểm tra tính hợp lệ dựa vào tất cả các chữ số (14 số đầu) của dãy IMEI và không bao gồm số phiên bản phần mềm (SVN) của điện thoại.
Mục đích của việc kiểm tra hợp lệ là để bảo vệ việc IMEI sai thông tin với Trung tâm đăng ký thiết bị (CEIR).
Quá trình kiểm tra tính hợp lệ của dãy IMEI được thực hiện trong ba bước:
1. Nhân đôi tất cả các số ở vị trí lẻ (1, 3, 5, 7, 9, 11, 13) của dãy IMEI từ bên phải qua trái (vd:  5 → 10).
2. Cộng dồn các số vừa nhân đôi với các số ở vị trí chẵn. Kiểm tra nếu tổng số của các chữ số chia hết cho 10 hay không, nếu chia hết số phải tìm là 0.
3. Ngược lại nếu không chia hết thì chọn số gần nhất cộng với tổng đấy chia hết cho 10. (vd: tổng là 52 thì số gần nhất cộng với 52 chia hết cho 10 là 8).

##### Ví dụ thực tế
Với dãy IMEI 49015420323751?
| IMEI               | 4                                                                              | 9                                                                              | 0                                                                              | 1                                                                              | 5                                                                              | 4                                                                              | 2                                                                              | 0                                                                              | 3                                                                              | 2                                                                              | 3                                                                              | 7                                                                              | 5                                                                              | 1                                                                              | ?                                                                              |
| Double every other | 4                                                                              | 18                                                                             | 0                                                                              | 2                                                                              | 5                                                                              | 8                                                                              | 2                                                                              | 0                                                                              | 3                                                                              | 4                                                                              | 3                                                                              | 14                                                                             | 5                                                                              | 2                                                                              | ?                                                                              |
| Sum digits         | 4 + (1 + 8) + 0 + 2 + 5 + 8 + 2 + 0 + 3 + 4 + 3 + (1 + 4) + 5 + 2 + ? = 52 + ? | 4 + (1 + 8) + 0 + 2 + 5 + 8 + 2 + 0 + 3 + 4 + 3 + (1 + 4) + 5 + 2 + ? = 52 + ? | 4 + (1 + 8) + 0 + 2 + 5 + 8 + 2 + 0 + 3 + 4 + 3 + (1 + 4) + 5 + 2 + ? = 52 + ? | 4 + (1 + 8) + 0 + 2 + 5 + 8 + 2 + 0 + 3 + 4 + 3 + (1 + 4) + 5 + 2 + ? = 52 + ? | 4 + (1 + 8) + 0 + 2 + 5 + 8 + 2 + 0 + 3 + 4 + 3 + (1 + 4) + 5 + 2 + ? = 52 + ? | 4 + (1 + 8) + 0 + 2 + 5 + 8 + 2 + 0 + 3 + 4 + 3 + (1 + 4) + 5 + 2 + ? = 52 + ? | 4 + (1 + 8) + 0 + 2 + 5 + 8 + 2 + 0 + 3 + 4 + 3 + (1 + 4) + 5 + 2 + ? = 52 + ? | 4 + (1 + 8) + 0 + 2 + 5 + 8 + 2 + 0 + 3 + 4 + 3 + (1 + 4) + 5 + 2 + ? = 52 + ? | 4 + (1 + 8) + 0 + 2 + 5 + 8 + 2 + 0 + 3 + 4 + 3 + (1 + 4) + 5 + 2 + ? = 52 + ? | 4 + (1 + 8) + 0 + 2 + 5 + 8 + 2 + 0 + 3 + 4 + 3 + (1 + 4) + 5 + 2 + ? = 52 + ? | 4 + (1 + 8) + 0 + 2 + 5 + 8 + 2 + 0 + 3 + 4 + 3 + (1 + 4) + 5 + 2 + ? = 52 + ? | 4 + (1 + 8) + 0 + 2 + 5 + 8 + 2 + 0 + 3 + 4 + 3 + (1 + 4) + 5 + 2 + ? = 52 + ? | 4 + (1 + 8) + 0 + 2 + 5 + 8 + 2 + 0 + 3 + 4 + 3 + (1 + 4) + 5 + 2 + ? = 52 + ? | 4 + (1 + 8) + 0 + 2 + 5 + 8 + 2 + 0 + 3 + 4 + 3 + (1 + 4) + 5 + 2 + ? = 52 + ? | 4 + (1 + 8) + 0 + 2 + 5 + 8 + 2 + 0 + 3 + 4 + 3 + (1 + 4) + 5 + 2 + ? = 52 + ? |

Vì cần tổng chia hết cho 10 do đó số 8 là số cần tìm. Vậy số IMEI hợp lệ là:  490154203237518

## Sử dụng IMEI để tra cứu thông tin máy điện thoại di động

### Các dạng thức
Tùy thuộc vào năm sản xuất mà số IMEI (International Mobile Equipment Identity) có những dạng khác nhau, nhưng tựu trung thì có 2 dạng phổ biến:
- aabbbb-cc-dddddd-e: dạng này là dành cho những máy sản xuất trước 1/4/2004

trong đó dãy aabbbb: TAC: Type approval code
cc: FAC: Final assembly code
dddddd: SNR: Serial number
e: SP: check digit (thường là số 0)
phần aa: nước sản xuất
phần cc: số hiệu của nhà sản xuất
ví dụ 01,02 = AEG ---- 60 = Alcatel
07,40 = Motorola ----- 61 = Ericsson
10,20 = Nokia ---- 65 = AEG
30 =Ericsson ----- 70 = Sagem
40,41,44 =Siemens ---- 75 = Dancall
50 =Bosch ---- 80 = Philips
51 =Sony, Siemens, Ericsson ----- 85 = Panasonic
Tuy nhiên, kể từ 1/1/2003 phần cc này đã được đồng loạt set về 00
- xxxxxxxx-dddddd-e: dạng này là dành cho những máy sx sau thời điểm trên

trong đó xxxxxxxx: Type Allocation Code (cũng viết là TAC), và 2 chữ xx đầu cũng là ký hiệu nước sản xuất (tất nhiên bây giờ nhiều máy cũng kg ghi số IMEI theo kiểu có dấu cách như vậy mà thường ghi liền thành 1 dãy 15 số).
2 chữ số đầu tiên cho biết xuất xứ của nước sản xuất (country of origin). Nó vốn căn cứ trên mã điện thoại của mỗi quốc gia, nhưng nói chung là chỉ ở mức tương đối.
- Ví dụ với quốc gia: 01: USA; 35: UK; 33: Pháp; 45: Đan Mạch; 49, 50, 51: Đức v.v.

2 chữ số đầu tiên trong dãy số IMEI có tên gọi chính thức là Reporting Body Identifier. 2 chữ số này biểu thị tên tổ chức đã cấp số đăng ký cho phone. Và những con số này thường dựa trên mã quốc gia của tổ chức đó.
- Ví dụ với các tổ chức:
  - 01 = PTCRB/CTIA
  - 35 = BABT (British Approvals Board for Telecommunications)
  - 86 = TAF (China)
  - 91 = MSAI (India)
  - 98 = BABT for multi mode 3GPP/3GPP2 equipment
  - 99 = TIA for multi mode 3GPP/3GPP2 equipment

Với các số IMEI mới chúng ta không thể dựa vào số IMEI để biết nước s/x điện thoại được. Vì dãy số IMEI giờ không còn được cấp phát theo Quốc gia nữa, mà được cấp phát theo tập đoàn/ CT s/x Điện thoại, và như chúng ta biết thì các tập đoàn s/x ĐT lớn đều đặt nhà máy s/x tại rất nhiều Quốc gia, vì vậy các bạn check số IMEI mới, sẽ chỉ thấy - Made by Nokia, SE, Moto...etc...

## Sử dụng trên mạng điện thoại vệ tinh
Các mạng điện thoại vệ tinh Broadband Global Area Network (BGAN), Iridium và Thuraya đều sử dụng số IMEI trên các thiết bị thu phát cũng như thẻ SIM giống như điện thoại GSM. Modem Iridium 9601 chỉ dựa vào số IMEI để nhận dạng và không sử dụng thẻ SIM; tuy nhiên, Iridium là một mạng độc quyền và thiết bị không tương thích với các mạng GSM mặt đất.